# Trypetheliales
Trypetheliales zijn een orde van schimmels in de klasse Dothideomycetes. De meeste soorten van de orde vormen korstmossen, hoewel sommige soorten lichenicieuze schimmels zijn. 

## Kenmerken
De vruchtlichamen zijn afzonderlijk of versmolten tot groepen perithecia. Deze zijn rond, verzonken in de ondergrond tot zittend. De wand is donkerbruin tot houtskoolkleurig. De hyfen tussen de asci zijn dun, rijk vertakt en kruislings verbonden (anastomosing) en vormen zo een reticulaire structuur. De buisjes (asci) zijn fissitunisch (dat wil zeggen, de buis schuift telescopisch uit) en kleuren niet met jodium. De ascosporen zijn elliptisch tot spoelvormig, vaak met verschillend ontwikkelde verdikkingen, waardoor het een ruitachtig, zelden rond silhouet krijgt. Ze zijn kleurloos of zelden bruin tot donkerbruin.
levenswijze
Soorten van de familie Trypetheliaceae zijn korstmosvormend met een Trentepohliales-alg als partner. Soorten van de familie Polycoccaceae daarentegen zijn korstmossen, d.w.z. ze leven op korstmossen of saprofytisch op boomschors.

## Taxonomie
De orde bestaat volgens Index Fungorum uit de volgende families: 
- Polycoccaceae
  - Clypeococcum
  - Polycoccum

- Trypetheliaceae
  - Alloarthopyrenia
  - Aptrootia
  - Architrypethelium
  - Astrothelium
  - Bathelium
  - Bogoriella
  - Constrictolumina
  - Dictyomeridium
  - Macroconstrictolumina
  - Marcelaria
  - Nigrovothelium
  - Novomicrothelia
  - Polymeridium
  - Polypyrenula
  - Pseudobogoriella
  - Pseudopyrenula
  - Schummia
  - Trypethelium
  - Viridothelium